# Melos antique
Melos Antique è un album della cantante italiana Consiglia Licciardi, pubblicato nel 2013 dall'etichetta discografica Phonotype Record.

Questo CD è un lavoro di fusione e di contaminazione tra la musica celtica, bretone e medioevale con la villanella napoletana. 
Consiglia Licciardi Racconta all'interno del libretto allegato, che l'album è la rappresentazione in Musica della sua tesi di Laurea di specializzazione,  presentata al Conservatorio San Pietro a Majella di Napoli.
Strumenti antichi per un disco di ricerca sulla musica Medioevale.

## Tracce
1. Michelemmà (Autori anonimi) 3'25”                       - ITG01 13 09577
2. Canzone Marenara (Autori anonimi) 3'34”                 - ITG01 13 09578
3. Villanella che all'acqua vaie (Autori anonimi) 4'20”    - ITG01 13 09572
4. Lu matrimonio d' 'o Guarracino (Autori anonimi)  4'45”  - ITG01 13 09571
5. ‘Stu core mio (Anonimo - Peppe Licciardi) 3'42”          - ITG01 13 09579
6. Si tu nenna (Autori anonimi) 5'35”                      - ITG01 13 09575
7. Lo zoccolaro (Autori anonimi) 2'06”                     - ITG01 13 09574
8. Cannetella (Autori anonimi) 4'03”                       - ITG01 13 09573
9. Palummella (Autori anonimi) 4'04”                       - ITG01 13 09576
10. Cicerenella (Autori anonimi) 4'16”                  - ITG01 13 09580
11. Vulumbrella (Autori anonimi) 4'25”                      - ITG01 13 09581
12. Danza di Corte  (Peppe Licciardi) 4'46”                  - ITG01 13 09582

## Musicisti
- Stella Gifuni - Arpa celtica, Arpa classica
- Peppe Licciardi - Chitarra battente, voce narrante
- Salvatore Esposito - Mandola
- Valerio Starace - Violino, Viola
- Marco Pescosolido - Violoncello
- Roberto Giangrande - Contrabasso
- Mario Ricciardi - Flauti
- Emidio Ausiello - Percussioni